# Acridocephala variegata
Acridocephala variegata är en skalbaggsart som beskrevs av Aurivillius 1886. Acridocephala variegata ingår i släktet Acridocephala och familjen långhorningar.
Artens utbredningsområde är:
- Gabon.
- Bioko.

Inga underarter finns listade i Catalogue of Life.